# Sedant
Un sedant és un fàrmac que disminueix la sensació de dolor o, més aviat, l'excitació del sistema nerviós central. L'acció sedant de molts medicaments és relacionada amb llurs accions analgèsiques, tranquil·litzants i hipnòtiques i el tipus d'acció aconseguit depèn de la dosi administrada. Hi ha sedants d'acció preferent sobre un òrgan o sistema determinat (sedant cardíac, gàstric, respiratori, etc.) i sedants generals.
Cal anar amb compte amb la seva utilització perquè alguns d'ells provoquen somnolència a més a més d'inconsciència i fins i tot la mort a dosis elevades.